# スタジオフラッド
株式会社スタジオフラッド（英: Studio Flad Co., Ltd.）は、日本のアニメ制作会社。

## 略歴
2013年7月、サンシャインコーポレーション、東京キッズ、A-1 Picturesの制作進行を経て、アスリードで制作を務めた岩本祥伯により設立。
2代目代表取締役には『ダメプリ ANIME CARAVAN』や『4人はそれぞれウソをつく』などのスタジオフラッド制作作品で演出を務めた小林浩輔が就任している。

## 作品

### テレビアニメ
| 開始年 | 放送期間    | タイトル                                                                                      | 監督                | シリーズ構成 | アニメーション プロデューサー | 原作   | 備考                     |
| ------ | ----------- | --------------------------------------------------------------------------------------------- | ------------------- | ------------ | ----------------------------- | ------ | ------------------------ |
| 2018年 | 1月 - 3月   | ダメプリ ANIME CARAVAN                                                                        | 星野真              | 小林成朗     | N/A                           | ゲーム |                          |
| 2021年 | 10月 - 12月 | 真の仲間じゃないと勇者のパーティーを追い出されたので、辺境でスローライフすることにしました    | 星野真              | 清水恵       | 岩本祥伯 本川耕平             | 小説   | 共同制作：ウルフズベイン |
| 2022年 | 10月 - 12月 | 4人はそれぞれウソをつく                                                                       | 星野真              | 清水恵       | 岩本祥伯                      | 漫画   | 制作協力：studioぴえろ   |
| 2024年 | 1月 - 3月   | 真の仲間じゃないと勇者のパーティーを追い出されたので、辺境でスローライフすることにしました2nd | 星野真（総） 高藤聡 | 清水恵       | 岩本祥伯                      | 小説   |                          |
| 未公表 | 未公表      | アルマちゃんは家族になりたい                                                                  | 南康宏              | 菅原雪絵     | 未公表                        | 漫画   |                          |

### 制作協力
2013年
- アウトブレイク・カンパニー（制作元請：feel.、11話制作協力）

2014年
- RAIL WARS!（制作元請：パッショーネ、3話制作協力）
- ヒーローバンク（制作元請：トムス・エンタテインメント、6話、13話制作協力）
- 妖怪ウォッチ（2014年 - 2015年、制作元請：OLM Team INOUE、各話制作協力）
- 失われた未来を求めて（制作元請：feel.、2話制作協力）
- NARUTO -ナルト- 疾風伝（制作元請：ぴえろ、各話制作協力）
- くつだる。（2014年 - 2015年、制作元請：エッグ、アニメーション制作協力・オープニングアニメーション制作）

2015年
- 冴えない彼女の育てかた（制作元請：A-1 Pictures、7話制作協力）
- ミカグラ学園組曲（制作元請：動画工房、8話制作協力）

2016年
- 僕だけがいない街（制作元請：A-1 Pictures、5話制作協力）
- NORN9 ノルン+ノネット（制作元請：キネマシトラス × オレンジ、4話、7話制作協力）
- あまんちゅ！（制作元請：J.C.STAFF、各話制作協力）
- はがねオーケストラ（制作元請：ファンワークス、各話制作協力）
- タイムトラベル少女～マリ・ワカと8人の科学者たち～（制作元請：ワオワールド、11話制作協力）

2017年
- 亜人ちゃんは語りたい（制作元請：A-1 Pictures、5話制作協力）
- バトルスピリッツ ダブルドライブ （制作元請：バンダイナムコピクチャーズ、41話、49話制作協力）
- アニメガタリズ（制作元請：ワオワールド、各話制作協力）

2018年
- ゾイドワイルド（2018年 - 2019年、制作元請：OLM Team SAKURAI、各話制作協力）
- 映画 妖怪ウォッチ FOREVER FRIENDS（制作元請：OLM Team INOUE、制作協力）

2019年
- フューチャーカード 神バディファイト（制作元請：OLM、XEBEC、41話制作協力）
- けだまのゴンじろー（制作元請：OLM、WIT STUDIO、各話制作協力）
- 新幹線変形ロボ シンカリオン（制作元請：OLM、70話制作協力）

2020年
- ぼくのとなりには暗黒破壊神がいます。（制作元請：EMTスクエアード、各話制作協力）
- 八男って、それはないでしょう！（制作元請：シンエイ動画、7話制作協力）
- トミカ絆合体 アースグランナー（制作元請：OLM Team INOUE、各話制作協力）
- キングスレイド 意志を継ぐものたち（制作元請：OLM × SUNRISE BEYOND、各話制作協力）
- くまクマ熊ベアー（制作元請：EMTスクエアード、5話、9話制作協力）

## 事業所
本社
- 〒167-0033 東京都杉並区清水3丁目16番7号 井口ビル4F

2st
- 〒167-0023 東京都杉並区上井草1丁目9番21号 HIKARI-BLDG 2F